# Kent Andersson

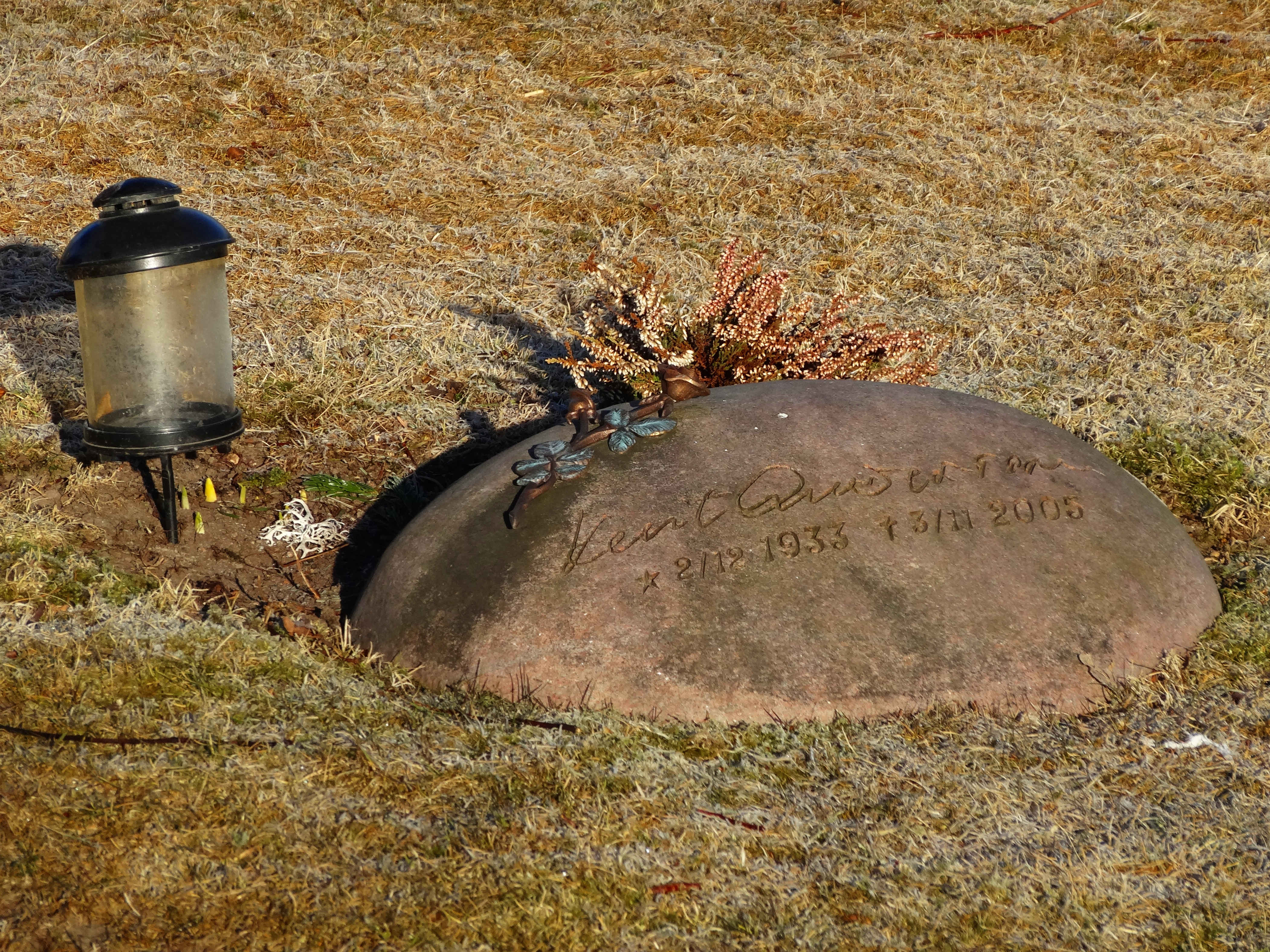
Gravvård över Kent Andersson på Lundby nya kyrkogård i Göteborg.

Kent Yngve Andersson, född 2 december 1933 i Lundby, Göteborg, död 3 november 2005 i Göteborg, var en svensk skådespelare, manusförfattare och dramatiker.

## Mannen och gärningen
Kent Andersson växte upp i en arbetarfamilj med sex syskon. De bodde i stadsdelen Rambergsstaden på Hisingen. Hans enkla bakgrund har präglat många av hans dikter, sångtexter och teaterpjäser. I tonåren arbetade han på pappersbruk innan han gick till sjöss. Tillbaka i hemstaden kom han i kontakt med Atelierteatern där han gjorde sin skådespelardebut. Han filmdebuterade i Vildfåglar 1955. Han kom in vid Göteborgs stadsteaters elevskola 1958 och i början av 1960-talet gjorde han sina första TV-roller. Han började tidigt skriva pjäser och regissera. Tillsammans med Bengt Bratt skrev han den uppmärksammade trilogin Flotten, Hemmet och Sandlådan 1967-69. Dessa tre pjäser har spelats flitigt runt hela Europa och filmatiserades för TV 1972 med Kent Andersson i rollistan. Bengt Bratt och Kent Andersson skrev även manus till TV-serien Blå gatan, som ibland kallats för Sveriges första såpa.
I slutet av 1970-talet var Kent Andersson engagerad vid Folkteatern i Göteborg där han bland annat svarade för de politiska Kvastrevyerna. Urgöteborgaren Kent Andersson lämnade hemstaden för några år vid Dramaten i Stockholm i slutet av 1980-talet. Under stockholmssejouren gjorde han också en egen revy Kent på Göta Lejon och spelade i farsen Oj då, en till! på Folkan. 
På TV och film medverkade Andersson flitigt. Många minns honom som den försupne Ville Vingåker i den folkkära TV-serien Hedebyborna 1978–1982. Hans göteborgsfilosof i Göta Kanal från 1981 är en annan minnesvärd roll. Han drog sig inte heller för att spela buskis och samarbetade gärna med Stefan & Krister i några av deras produktioner. Till hans mer seriösa roller hör småföretagaren i Kjell Sundvalls Dom unga örnarna 1982 och som torghandlaren i Storstad 1990–1991. I TV-serien Duo jag (1991, tre delar) spelade han den ene i ett par, med Gösta Ekman som motspelare; regissör var Marie-Louise Ekman.
Mellan 1996 och 2004 skördade Kent Andersson stora framgångar med egna revyer på teatern Aftonstjärnan i stadsdelen Lindholmen på Hisingen i Göteborg. Han erhöll Svenska Akademiens teaterpris 1970, Teaterförbundets De Wahl-stipendium 1971 och den kungliga medaljen Litteris et artibus 1980. Han var den första mottagaren av Lasse Dahlquist-stipendiet 1989 och utsågs till filosofie hedersdoktor vid Göteborgs universitet 2005.
Andersson avled oväntat senare samma år mitt under repetitionsperioden inför en uppsättning av Strindbergs Ett drömspel på Göteborgs stadsteater. Han gravsattes på Lundby nya kyrkogård i Göteborg.

### Pjäser och andra sceniska verk
Källa: Anders Wällhed: Jag söker en människa : minnesbok om skådespelaren, dramatikern och poeten Kent Andersson
| År        | Titel                           | Författare                                                                                       | Regissör                 | Uruppförande             |
| --------- | ------------------------------- | ------------------------------------------------------------------------------------------------ | ------------------------ | ------------------------ |
| 1964      | På en aveny någonstans          | Kent Andersson                                                                                   | Kent Andersson           | Göteborgs stadsteater    |
| 1965      | Blå gatan                       | Kent Andersson, Bengt Bratt                                                                      | Bo Hermansson            | SVT                      |
| 1967      | Flotten                         | Kent Andersson                                                                                   | Lennart Hjulström        | Göteborgs stadsteater    |
| 1968      | Hemmet                          | Kent Andersson, Bengt Bratt                                                                      | Lennart Hjulström        | Göteborgs stadsteater    |
| 1969      | Sandlådan                       | Kent Andersson                                                                                   | Lennart Hjulström        | Göteborgs stadsteater    |
| 1971      | Tillståndet                     | Kent Andersson, Bengt Bratt                                                                      | Lennart Hjulström        | Göteborgs stadsteater    |
| 1972      | Agnes                           | Kent Andersson                                                                                   | Hans Bergström           | Göteborgs stadsteater    |
| 1975-1976 | Familjeblandning                | Kent Andersson, Staffan Göthe med flera                                                          | Finn Poulsen             |                          |
| 1976      | Gropen                          | Kent Andersson                                                                                   | Mats Johansson           | Göteborgs stadsteater    |
| 1976-1977 | Kvasten                         | Kent Andersson, Bengt Bratt, Staffan Göthe, Agneta Pleijel med flera                             | Lennart Hjulström        | Folkteatern, Göteborg    |
| 1977      | Läget                           | Kent Andersson                                                                                   | Ola Lindegren            | Göteborgs stadsteater    |
| 1978      | Nya Kvasten                     | Kent Andersson, Bengt Bratt                                                                      | Lennart Hjulström        | Folkteatern, Göteborg    |
| 1979      | Chocken                         | Kent Andersson                                                                                   | Finn Poulsen             | Folkteatern besöker      |
| 1979-1980 | Kärnkvasten                     | Kent Andersson, Göran Sonnevi, Tage Danielsson, Agneta Pleijel, Rolf Börjlind, August Strindberg | Lennart Hjulström        | Folkteatern, Göteborg    |
| 1980      | Konfliktkvasten                 | Kent Andersson, Bengt Bratt, Lennart Hjulström, Kim Lantz                                        | Lennart Hjulström        | Folkteatern, Göteborg    |
| 1980      | Happyland                       | Kent Andersson                                                                                   | Lennart Hjulström        | Folkteatern, Göteborg    |
| 1982      | Vingen                          | Kent Andersson                                                                                   | Lennart Hjulström        | Folkteatern, Göteborg    |
| 1985      | Musikalen Kent                  | Kent Andersson                                                                                   | Olle Ljungberg           | Göta Lejon               |
| 1986-1987 | Vildrosen                       | Kent Andersson, Bengt Bratt                                                                      | Roland Hedlund           | Folkteatern, Göteborg    |
| 1987      | Jubel och möjligheter           | Kent Andersson, Bengt Bratt                                                                      | Lennart Hjulström        | Folkteatern i Sverige    |
| 1989      | Hjalmar och Anna                | Kent Andersson, Lennart Hjulström                                                                | Lennart Hjulström        | Folkteatern i Sverige    |
| 1990-1991 | Den röda rosen                  | Kent Andersson, Allan Edwall med flera                                                           | Sven Andrén              | Folkteatern besöker      |
| 1992      | En revy i grevens tid           | Kent Andersson, Kim Lantz, Sven Hugo Persson med flera                                           | Brossner, Holmberg       | Folkteatern i Sverige    |
| 1991-1992 | Herr Månssons café              | Kent Andersson, Carsten Palmaer, Carl Z. med flera                                               | Lina Ekdahl, Sven Andrén | Folkteatern, Göteborg    |
| 1992-1993 | Ingens hundar                   | Kent Andersson                                                                                   | Eyvind Andersen          | Teater Halland           |
| 1992      | Lyckliga gatan                  | Kent Andersson, Bengt Bratt                                                                      | Peter Schildt            | Folkteatern, Göteborg    |
| 1994      | Man vänjer sig, man tänjer sig  | Kent Andersson                                                                                   | Med Reventberg           | Stockholms stadsteater   |
| 1996      | Spelet om Envar                 | Kent Andersson                                                                                   | Ivo Cramér               | Kyrkospel, Strömstad     |
| 1996      | Fint folk                       | Kent Andersson                                                                                   | Thommy Berggren          | Dramaten                 |
| 1997      | Under Aftonstjärnan             | Kent Andersson, Anders Wällhed                                                                   | Anders Wällhed           | Teater Aftonstjärnan     |
| 1998      | En akt i valtider               | Kent Andersson, Anders Wällhed                                                                   | Anders Wällhed           | Teater Aftonstjärnan     |
| 1998      | Svärdet och människovärdet      | Kent Andersson                                                                                   | Ivo Cramér               | Kyrkobacken Strömstad    |
| 1999      | I Aftonstjärnans sken           | Kent Andersson, Anders Wällhed                                                                   | Anders Wällhed           | Teater Aftonstjärnan     |
| 2000      | Åter lyser Aftonstjärnan        | Kent Andersson, Anders Wällhed                                                                   | Anders Wällhed           | Teater Aftonstjärnan     |
| 2002      | I Aftonstjärnans tid / på turné | Kent Andersson, Anders Wällhed                                                                   | Anders Wällhed           | Riksteatern              |
| 2002      | Den roterande muraren           | Kent Andersson, Anders Wällhed                                                                   | Anders Wällhed           | Radioteaterni Göteborg   |
| 2003      | I Aftonstjärnans sekel          | Kent Andersson, Anders Wällhed, Mats Kjelbye                                                     | Anders Wällhed           | Teater Aftonstjärnan     |
| 2004      | Land du välsignade              | Kent Andersson, Anders Wällhed                                                                   | Anders Wällhed           | Helsingborgs stadsteater |
| 2005      | Nya flotten                     | Kent Andersson                                                                                   | Eyvind Andersen          | Jönköpings länsteater    |

### Roller (ej komplett)
| År   | Roll                              | Produktion                                                    | Regi                           | Teater                        |
| ---- | --------------------------------- | ------------------------------------------------------------- | ------------------------------ | ----------------------------- |
| 1955 | Harald Webster, en son och broder | De vackra människorna William Saroyan                         | Tuve Nyström                   | Atelierteatern                |
| 1970 | Christopher Mahon                 | Hjälten på den gröna ön John Millington Synge                 | Mats Johansson                 | Göteborgs stadsteater         |
| 1985 | Medverkande                       | Kent Kent Andersson, Carl-Axel Dominique och Monica Dominique | Olle Ljungberg                 | Göta Lejon                    |
| 1987 |                                   | Oj då!... en till?! Ray Cooney och Tony Hilton                | Chris Johnston                 | Folkan                        |
| 1993 | Pauline Winge                     | I fru Vennermans fall Marie-Louise Ekman                      | Gösta Ekman Marie-Louise Ekman | Kilen, Kulturhuset, Stockholm |
| 1996 | Jodelet Marotte                   | De löjliga preciöserna Molière                                | Thommy Berggren                | Dramaten                      |
| 1996 | Elon Falk                         | Fint folk Kent Andersson                                      | Thommy Berggren                | Dramaten                      |
| 2002 | Jeppe                             | Jeppe på berget Ludvig Holberg                                | Ivo Cramér                     | Gunnebo slottsteater          |
| 2003 | Jeppe                             | Jeppe på berget Ludvig Holberg                                | Ivo Cramér                     | Gunnebo slottsteater          |

### Filmer och TV-serier

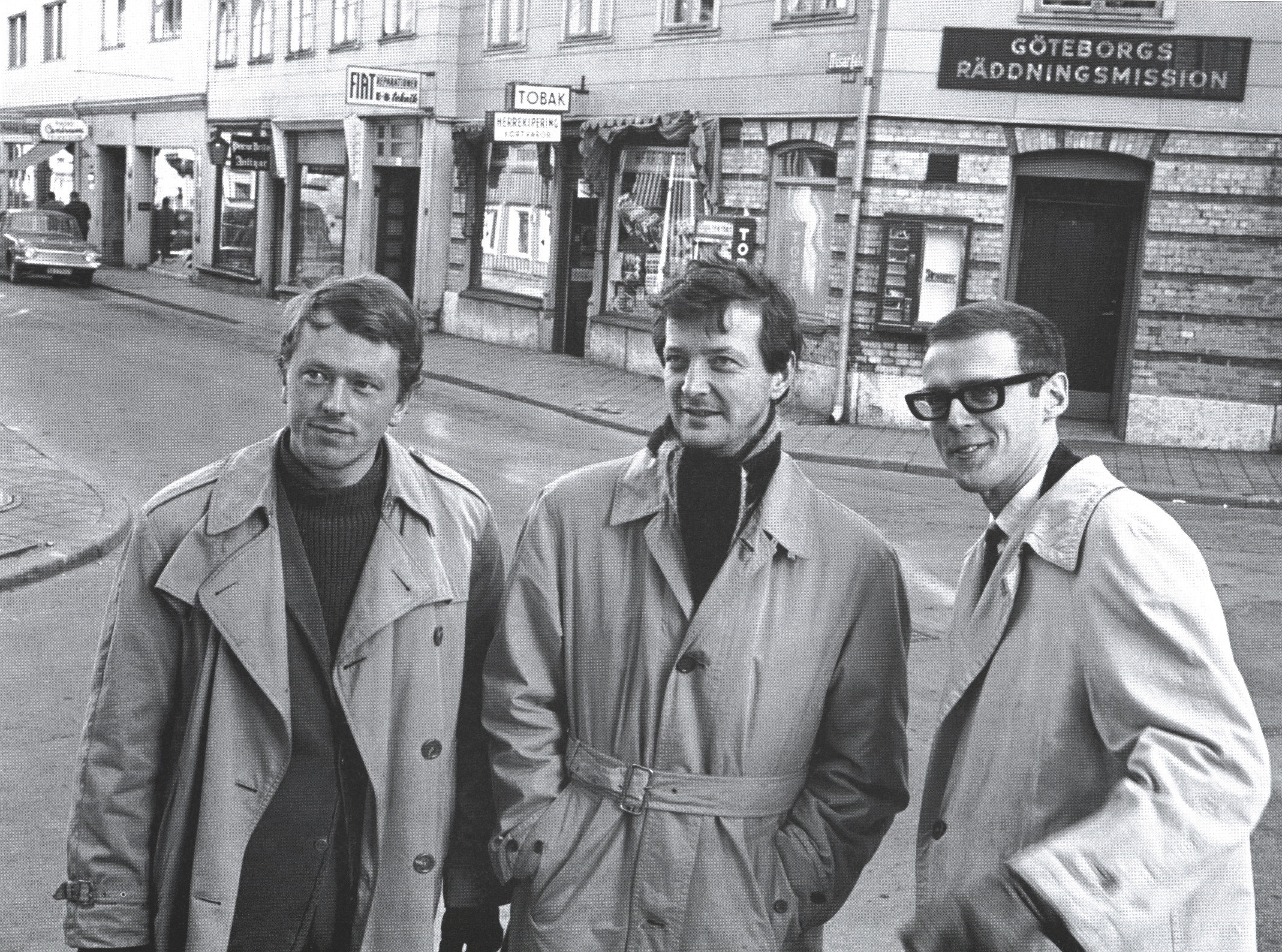
Bengt Bratt, Kent Andersson och Bo Hermansson vid inspelningen av Blå gatan 1965.

Filmer och tv-produktioner där Kent Andersson förekommer.
| År   | Titel                                          | Notering           |
| ---- | ---------------------------------------------- | ------------------ |
| 1955 | Vildfåglar                                     |                    |
| 1963 | Min kära är en ros                             |                    |
| 1965 | Kärlek 65                                      |                    |
| 1965 | Nattcafé                                       |                    |
| 1966 | Blå gatan                                      | TV-serie           |
| 1967 | Magnus                                         | TV-serie           |
| 1968 | Vindingevals                                   |                    |
| 1969 | Vårdaren                                       |                    |
| 1972 | Ett nytt liv                                   | TV-serie           |
| 1972 | Hemma hos Karlssons                            | TV-serie           |
| 1972 | Hemmet                                         |                    |
| 1972 | Sandlådan                                      |                    |
| 1973 | Makt på spel                                   | TV-serie           |
| 1974 | En enkel melodi                                |                    |
| 1974 | Domaren                                        |                    |
| 1974 | Sanna kvinnor                                  |                    |
| 1974 | Kvarteret Oron                                 | TV-serie           |
| 1977 | Elvis! Elvis!                                  |                    |
| 1977 | Soldat med brutet gevär                        | TV-serie           |
| 1977 | Psykningen                                     | TV-film            |
| 1978 | Albert & Herbert                               | TV-serie           |
| 1978 | Hedebyborna                                    | TV-serie           |
| 1980 | Styv kuling                                    |                    |
| 1980 | Sverige åt svenskarna                          |                    |
| 1981 | Göta kanal                                     |                    |
| 1981 | Stjärnhuset                                    | TV-serie           |
| 1982 | Dom unga örnarna                               |                    |
| 1982 | Målaren                                        |                    |
| 1982 | Oldsmobile                                     |                    |
| 1982 | Nattvägen                                      |                    |
| 1982 | Flygande service                               | TV-serie           |
| 1984 | Sköna juveler                                  |                    |
| 1985 | Smugglarkungen                                 |                    |
| 1986 | Morrhår och ärtor                              |                    |
| 1986 | Bödeln och skökan                              |                    |
| 1986 | Jönssonligan dyker upp igen                    |                    |
| 1986 | Prästkappan                                    | TV-serie           |
| 1986 | Bumerang                                       |                    |
| 1987 | Godnatt Harry                                  |                    |
| 1987 | Undanflykten                                   |                    |
| 1988 | Råttornas vinter                               |                    |
| 1989 | Imorron och imorron och imorron                |                    |
| 1989 | Jönssonligan på Mallorca                       |                    |
| 1990 | Kurt Olsson - filmen om mitt liv som mig själv |                    |
| 1990 | Stefan & Krister: Hemkört                      |                    |
| 1990 | Storstad                                       | TV-serie           |
| 1991 | Bakhalt                                        |                    |
| 1991 | Duo jag                                        | TV-serie           |
| 1992 | Vennerman & Winge                              | TV-serie           |
| 1994 | Pillertrillaren                                |                    |
| 1995 | Snoken                                         | TV-serie           |
| 1996 | Polisen och pyromanen                          | TV-serie           |
| 1996 | Stengrunden                                    |                    |
| 1997 | Hitler och vi på Klamparegatan                 |                    |
| 1999 | Nya tider                                      | TV-serie           |
| 2001 | Jacobs frestelse                               |                    |
| 2006 | Hem till byn                                   | TV-serie, gästroll |

### Diskografi
- Flotten : spel med texter / av Kent Andersson. LP. Telestar : TRS 11055. 1968.
- Skitiga barn. Maria Hörnelius sjunger Kent Andersson. LP. PROLP 183. 1983 - Innehåll:  1. Himlen över Gårda; 2. Majken Olssons ballad; 3. Rävarnas list; 4. WC på svalen; 5. Sommarvisa;  6. Slaven; 7. Sov lilla djur; 8. Fontänen; 9. Ny morgon; 10. Kom skitiga barn.
- Genomskinliga hjärta. Texter av Kent Andersson & Nils Ferlin ; Moa & Joel Torstensson. CD. JTP03. 2007.
- Steget. Musikgruppen KAL framför tonsatta dikter av Kent Andersson. CD. BGCD070425. 2007.
- En sång för Kent. Kent Anderssons visor framförda av Maria Hörnelius, Bernt Andersson & Kjell Jansson. CD. Eld Records : ER16. 2008.

## Priser och utmärkelser
- 1967 – ABF:s litteratur- & konststipendium
- 1967 – Tidningen Vi:s litteraturpris
- 1970 – Svenska Akademiens teaterpris
- 1971 – Teaterförbundets De Wahl-stipendium
- 1980 – Litteris et artibus
- 1989 – Lasse Dahlquist-stipendiet
- 1997 – Karl Gerhard-stipendiet
- 2002 – Karl Gerhards hederspris
- 2005 – Filosofie hedersdoktor Göteborgs universitet